# Gałajty
Gałajty (ros. Галайты) – wieś w Rosji, w Czeczenii, w rejonie nożaj-jurtowskim. W 2010 liczyła 1895 mieszkańców.